# Mlask boczny dziąsłowy
Mlask boczny dziąsłowy – rodzaj dźwięku spółgłoskowego występujący w językach naturalnych. W międzynarodowej transkrypcji fonetycznej IPA oznaczanej symbolem: [ǁ], ponieważ mlask może mieć różne "podkłady" (różne typy artykulacji tylnojęzykowej), stosuje się wtedy dokładniejszą transkrypcję np. [k͡ǁ] (w dalszym ciągu znak podwójnego miejsca artykulacji (łuczek) jest pomijany).

## Artykulacja

### Opis
W czasie artykulacji podstawowego wariantu [kǁ]:
- modulowany jest prąd powietrza zasysanego powstały w wyniku różnicy ciśnień wytworzonej przy grzbiecie języka wzniesionym do góry, czyli artykulacja tej spółgłoski wymaga inicjacji ustnej i ingresji.
- podniebienie miękkie jest podniesione, mamy do czynienia z artykulacją ustną,
- prąd powietrza w jamie ustnej przepływa ponad całym językiem lub przynajmniej powietrze uchodzi wzdłuż środkowej linii języka
- koniuszek języka i jego brzeżek kontaktuje się z górnymi dziąsłami, tworząc częściowe boczne zwarcie jak przy artykulacji [l]. Równocześnie grzbiet języka wznosi się stromo w kierunku podniebienia miękkiego i języczka, tworząc całkowite drugie zwarcie. W powstałej komorze dochodzi do powstania podciśnienia w wyniku „ssącego” ruchu języka do tyłu. Następuje przerwanie blokady dziąsłowej / bocznej, przy czym równocześnie powietrze jest zasysane do środka, co daje akustycznie charakterystyczny mlask.

### Warianty
W języku kungekoka występuje też spółgłoska o zębowym miejscu artykulacji (laminalna). Opisana artykulacja jest dziąsłowa (apikalna).
Dalsze warianty mlasków ze względu na rodzaj "podkładu":
- artykulacja może też się odbywać przy udziale kanału nosowego, mówimy wtedy o mlasku nosowym: [ŋǁ].
- plozji może towarzyszyć przydechem (aspiracją) spółgłoski tylnojęzykowej: [kǁʰ]
- plozji może towarzyszyć dodatkowym szumem szczelinowym: [kǁˣ]
- spółgłoska może być wymówiona dźwięcznie lub dysząco-dźwięcznie (ang. breathy voice): [ɡǁ], [ɡ̈ǁ]
- spółgłoska może być wymówiona z dodatkowym zwarciem wiązadeł głosowych (glottalizacja): [kǁˀ]

Również dokładne miejsce utworzenia zwarcia tylnojęzykowego może odgrywać rolę kontrastującą.
Zobacz też:
- mlask dwuwargowy [ʘ]
- mlask zębowy [ǀ]
- mlask zadziąsłowy [ǃ]
- mlask podniebienny [ǂ]

## Przykłady
Przykłady mlasków funkcji fonologicznej znajdujemy w południowoafrykańskich językach khoisan i bantu. Język !Xóõ posiada całą serię spółgłosek mlaskowych, ok. 80, w tym podniebienne.
W funkcji ekspresywnej mlaski podniebienne występują w wielu językach.

## Pisownia
W ortografii języka xholo (z grupy języków khojsan) mlask zadziąsłowy jest reprezentowany przez grafem x, mlask przydechowy xh, mlask dyszący gx, mlaski nosowe nx, ngx, nkx.

## Terminologia
Mlask boczny oznacza w istocie spółgłoskę o bocznym i tylnojęzykowym miejscu artykulacji. Mlask lateralny apiko-alweolarny.